# نظام الإنذار المبكر والاستجابة
تم إنشاء نظام الإنذار المبكر والاستجابة أو (EWRS)، (بالإنجليزية: Early Warning and Response System)‏، حول الأمراض المعدية في الاتحاد الأوروبي من قبل المفوضية الأوروبية، في سبيل "ضمان الاستجابة السريعة، والفعالة، من قبل الاتحاد الأوروبي للأحداث (بما فيها الحالات الطارئة) المتعلقة بالأمراض المعدية.

## خروج بريطانيا من الاتحاد الأوروبي وكوفيد -19
في عام 2020 ، طلبت وزارة الصحة والرعاية الاجتماعية من المملكة المتحدة أن تحافظ على وصولها إلى نظام الإنذار المبكر والاستجابة بعد خروج بريطانيا من الاتحاد الأوروبي من أجل مكافحة تفشي COVID-19 العالمي. وقد تم دعم ذلك من قبل العديد من الخبراء الطبيين والمنظمات ، مع نيال ديكسون ، الرئيس التنفيذي لاتحاد NHS ، مشيرًا إلى أن الوصول إلى EWRS كان ضروريًا للحفاظ على أفضل استجابة ممكنة. وقد رفضت حكومة بوريس جونسون الطلب لأسباب سياسية ، للحفاظ على موقف الحكومة التفاوضي في مفاوضات ما بعد خروج بريطانيا من الاتحاد الأوروبي.

## قراءة إضافية
- Eurosurveillance مقال نظام الإنذار المبكر والاستجابة للأمراض المعدية في الاتحاد الأوروبي: نظرة عامة منذ عام 1999 حتى 2005. (Euro Surveill 2006;11(12):215-220.) December 2006